# Wiepersdorf

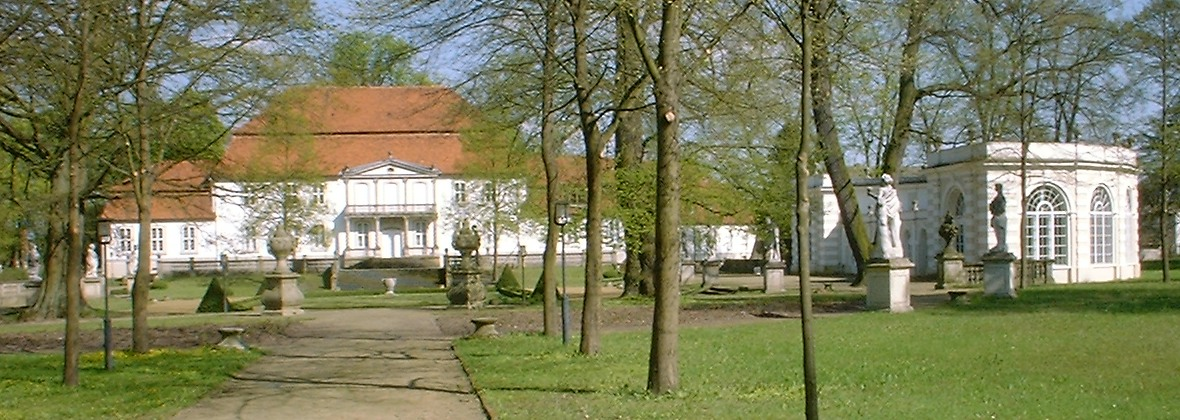
Le château de Wiepersdorf et l'orangerie

Wiepersdorf est un village de la commune de Niederer Fläming dans l'arrondissement de Teltow-Fläming (Brandebourg).
Avec six autres villages, Dörfin, Meinsdorf, Herbersdorf, Weissen, Rinow et Bärwalde, le village de Wiepersdorf appartient à la région historique du petit État de Bärwalde, appelé aussi Ländecken. Cette petite seigneurie au sud du Fläming fait partie depuis le XVe siècle du Brandebourg, alors que les terres environnantes font partie soit de la Saxe, soit du Magdebourg.
Le dernier descendant des seigneurs de Wiepersdorf à habiter le domaine (avec son épouse, née Clara von Hagens) était le comte Friedmund von Arnim qui en fut chassé par l'Armée rouge en 1945. Ses ancêtres le fameux poète Achim von Arnim et son épouse Bettina von Arnim y demeuraient autrefois et recevaient l'élite intellectuelle de l'époque. Leurs tombes se trouvent dans le parc du château de Wiepersdorf contre l'église paroissiale.